# 貝爾科維察冰川
62°34′20″S 60°41′15″W / 62.57222°S 60.68750°W.

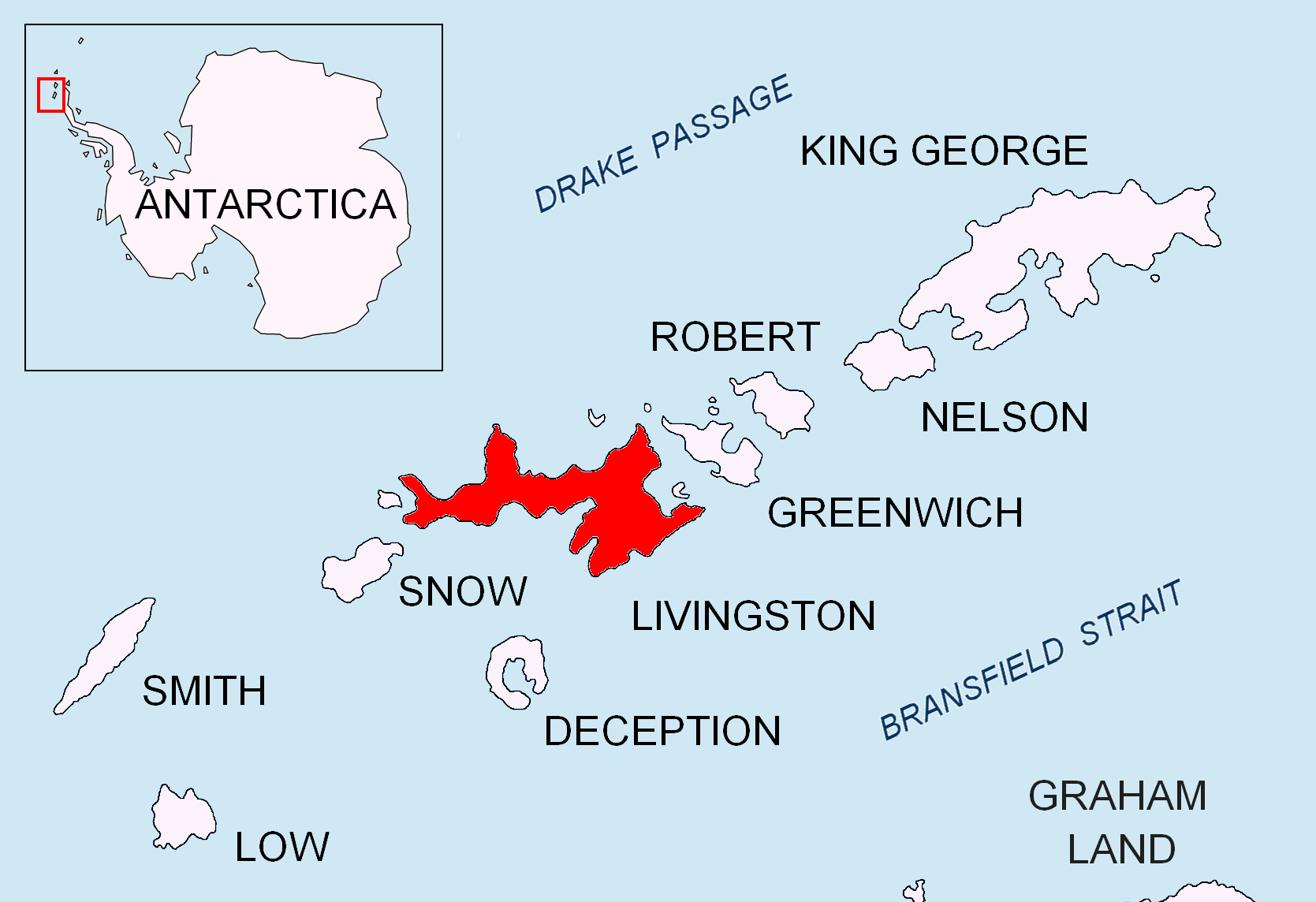

貝爾科維察冰川是南極洲的冰川，位於南設得蘭群島的利文斯頓島，以奧里亞霍沃高地東南坡為界，該冰川以保加利亞西北部的城鎮命名。

## 外部連結
- SCAR Composite Gazetteer of Antarctica（页面存档备份，存于）.